# Li Weifeng
Li Weifeng (chiń. upr. 李玮峰; chiń. trad. 李瑋峰; pinyin Lǐ Wěifēng; ur. 1 grudnia 1978 r. w Changchun) – chiński piłkarz występujący na pozycji obrońcy.